# Aphrodisiac
Aphrodisiac é uma canção da cantora Eleftheria Eleftheriou. Ele vai representar a Grécia no Festival Eurovisão da Canção 2012.

## Charts
| Chart (2012)                                   | Peak position |
| ---------------------------------------------- | ------------- |
| Áustria (Ö3 Austria Top 75)                    | 56            |
| Bélgica (Ultratip Bubbling Under de Flandres)  | 24            |
| O campo songid é OBRIGATÓRIO PARA PARADA ALEMÃ | 77            |
| Grécia (Billboard)                             | 4             |
| Bélgica (Ultratip Bubbling Under da Valônia)   | 38            |
| Irlanda (IRMA)                                 | 89            |
| Suécia (Digilistan)                            | 27            |
| UK Singles Chart (Official Chart Company)      | 167           |